# Ismael Belmonte
Ismael Belmonte (Albacete, 11 de marzo de 1929-15 de octubre de 1981) fue un poeta español.

## Biografía
Nació el 11 de marzo de 1929 en Albacete. Cuando empezó la guerra civil española tuvo que trasladarse al campo con sus abuelos donde estuvo 7 años realizando trabajos agrarios. En 1943 regresó a su tierra natal, y tras realizar el servicio militar, conoció a su esposa, con la que tendría 9 hijos.
A partir de los años 1960 aumentó su relación con diversos poetas de la provincia y empezó a recitar sus versos en diversos lugares de Albacete. Colaboró con la prensa local habitualmente y en 1971 aparecieron sus primeros trabajos. Fundó junto a otros autores el grupo poético Alcor. Falleció el 15 de octubre de 1981 en Albacete.

## Obra
La obra de Ismael Belmonte muestra una temática variada, centrada en su tierra, la familia y la tauromaquia. Un ejemplo es su poema titulado Hasta donde la vista alcanza:

Hasta donde la vista alcanza
todo es mío:
La luz,
el viento,
el vuelo de los pájaros
el verde de los campos
y el rocío.
Lo demás no me importa.
Yo nunca lo he tenido.
Ismael Belmonte

Entre sus libros pueden mencionarse Poemas Ismael Belmonte (1981), Poetas de Albacete (1986), Brindis por la fiesta (1991), Poesía completa de Ismael Belmonte (1994) y Hasta donde la vista alcanza (2011).

## Reconocimientos
En su honor, la ciudad de Albacete alberga un parque con su nombre, el parque Ismael Belmonte, ubicado en el Ensanche, que contiene un busto realizado por Agustín Lozano.